# Jean-Christophe Lafaille

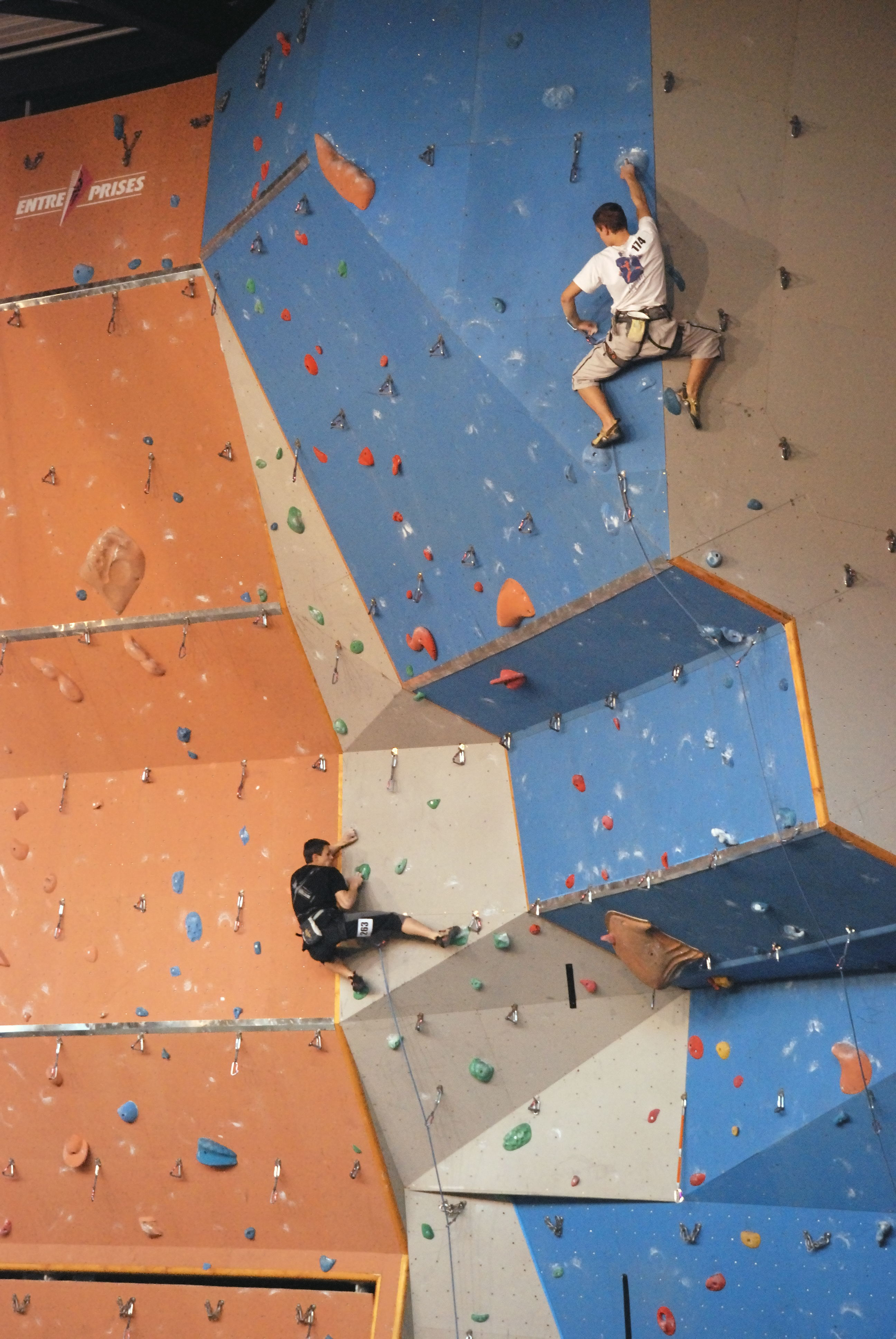
Lezecká stěna ve Voironu nese název Gymnase Jean-Christophe Lafaille (fotografie ze závodů)

Jean-Christophe Lafaille (31. března 1965 Gap – 27. ledna 2006 Makalu) byl francouzský horolezec. Proslavil se množstvím těžkých výstupů v Alpách a Himálaji. Vystoupil na jedenáct osmitisícovek. Mnoho z těchto výstupů podnikl sólově nebo novými cestami. V roce 2006 při sólovém pokusu o první zimní výstup na pátou nejvyšší horu světa Makalu zmizel beze stopy.

## Horolezecké úspěchy
Lafaille se už v roce 1990 stal horolezeckým instruktorem. Uskutečnil několik obtížných výstupů na Mont Blanc. Jeho první osmitisícovkou se tak stala v roce 1993 Čo Oju. O rok později vystoupil sólově a novou cestou na prostřední vrchol Šiša Pangmy. V roce 1996 dokázal sólově vystoupit na Gašerbrum I a Gašerbrum II během čtyř dnů a roku 2001 sólově na Manáslu. V roce 2003 prohlásil, že by se rád pokusil o výstup na všech čtrnáct osmitisícovek, ale na rozdíl od některých dalších horolezců chtěl všechny výstupy uskutečnit bez použití přídavného kyslíku, sólově, novými cestami nebo v zimě. Ve stejném roce vystoupil během dvou měsíců na Nanga Parbat, Dhaulágirí a Broad Peak. Na Broad Peaku však málem zahynul, když dostal výškovou nemoc a spadl do trhliny. Byl ale zachráněn Děnisem Urubkem a Edem Viestursem. V roce 2004 vystoupil sólově na Šiša Pangmu. Tento výstup uskutečnil na začátku prosince, jednalo se tak možná o první zimní výstup na tuto horu, ale tento výkon nebyl uznán, kvůli tomu, že k němu nedošlo v pravé zimní sezoně.

## Záchrana na Annapurně
Lafaille se do povědomí veřejnosti dostal především díky své nehodě při pokusu o zdolání Annapurny v roce 1992. Na expedici lehkým stylem bez pomoci šerpů ho pozval starší a zkušenější horolezec Pierre Béghin, který tehdy patřil k francouzské alpinistické špičce. Během výstupu jižní stěnou dvojici zastihla v 7400 metrech silná bouře. Následně za pomoci jediného lana a s nedostatkem materiálu začali sestupovat téměř kolmou stěnou. V jednu chvíli zůstal Béghin zavěšený pouze na jediném vklíněnci. Lafaillemu podal svůj cepín a potom se na lano zavěsil celou svou vahou. Tím však došlo k uvolnění vklíněnce ze skalní pukliny a Béghin se zřítil. S ním zmizel i veškerý lezecký materiál a lano, které měl v batohu. Lafaillemu tak zbyly pouze dva cepíny a bivakovací stan. Po překonání prvotního šoku se mu bez jištění podařilo sestoupit až k místu na bivak, které si vytvořili o něco dříve. Tam nalezl i 20 m dlouhý fragment lana, který použil k dalšímu sestupu. K jištění musel používat tyče ze stanu a lahev zakopanou do sněhu. Tímto způsobem se dostal až na horní konec fixních lan. Zde ho však zasáhl padající kámen, který mu způsobil dvojitou otevřenou zlomeninu ruky. Lafaille si ránu ošetřil a jelikož z místa, kde se nacházel, uviděl pod sebou tábor slovinské výpravy, rozhodl se počkat na záchranu. Ta však nepřišla a proto se rozhodl i přes své zranění sestoupit sám. Nakonec se do tábora Slovinců po pěti dnech skutečně dostal. Tou dobou už byla jeho tehdejší žena informována výpravou o jeho smrti. Svou biografii nazval Vězněm na Annapurně.

## Úmrtí
V lednu roku 2006 se snažil o první zimní výstup na Makalu. Během závěrečného pokusu o vrchol ale zmizel a jeho tělo nebylo nikdy nalezeno. Zanechal po sobě ženu a dvě děti.

## Úspěšné výstupy na osmitisícovky
- 1993 Čo Oju (8201 m n. m.)
- 1994 Šiša Pangma - prostřední vrchol (8008 m n. m.)
- 1996 Gašerbrum II (8034 m n. m.)
- 1996 Gašerbrum I (8068 m n. m.)
- 1997 Lhoce (8516 m n. m.)
- 2000 Manáslu (8163 m n. m.)
- 2001 K2 (8611 m n. m.)
- 2002 Annapurna (8091 m n. m.)
- 2003 Dhaulágirí (8167 m n. m.)
- 2003 Nanga Parbat (8125 m n. m.)
- 2003 Broad Peak (8047 m n. m.)
- 2004 Šiša Pangma (8013 m n. m.)